# Willebrord Snell van Royen
Willebrord Snell van Royen (latinizirano Snellius; tudi Snellitjs, Snellitis ali Snel) (van Roijen), nizozemski matematik, fizik in astronom, * 1580, (1591), Leiden, Nizozemska, † 30. oktober 1626, Leiden.

## Življenje in delo
Snell van Royen je študiral pravo na Univerzi v Leidnu. Okoli leta 1600 je potoval v več evropskih dežel. Leta 1602 je odšel v Pariz, leta 1607 pa je v Leidnu diplomiral.
Leta 1613 je na Univerzi v Leidnu nasledil svojega očeta Rudolpha Snella (1546—1613) in predaval matematiko.
Prvi je od leta 1614 (1615) do 1617 začel meriti poldnevniški (meridianski) lok med Alkmaarom in Bergenom zaradi določitve velikosti Zemlje. Pri tem si je pomagal s postopkom triangulacije, ki jo je sam razdelal. Postopek je že leta 1533 proučeval Frisius. Mesti sta ležali narazen za 1° in Snell je izmeril vrednost 1 poldnevniške stopinje 107,395 km. Današnja sprejeta vrednost je okoli 111 km. Svoj postopek je objavil leta 1617 v delu Holandski Eratosten (Eratosthenes Batavus), ki ga imajo za začetek znanstvene geodezije.
Leta 1618 je uredil astronomska opazovanja Landgravea Williama IV. Hesseškega Coeli et siderum in oe errantim observationes Hassiacae.
Snell je leta 1620 (1621), dobro desetletje potem, ko so sestavili prve daljnoglede točno določil smer lomnjenega svetlobnega žarka skozi steklo. Po matematični poti je leta 1621 določil lomni zakon svetlobe (Snellov zakon), ki izhaja iz Huygensovega načela:
{\displaystyle {\sin \alpha  \over \sin \beta }={c \over c'}=n\!\,,}
kjer sta {\displaystyle \alpha } vpadni in {\displaystyle \beta } lomni kot, c hitrost svetlobe v praznem prostoru in {\displaystyle c'} hitrost svetlobe v snovi, n pa lomni količnik (kvocient) snovi. Zakon je neodvisno od njega odkril pet let kasneje Descartes leta 1626. Snellov zakon je šele leta 1703 objavil Huygens v svojem delu Dioptrica.
Istega leta 1621 je Snell še izboljšal Arhimedove metode in določil π na 35 (34) decimalk in pri tem uporabljal enak mnogokotnik kot van Roomen leta 1593 (1597) s številom stranic {\displaystyle n=10737411824=2^{30}}.
Leta 1621 je izdal dodatek k delu Holandski Eratosten Cyclometria sive de circuli dimensione, leta 1624 pa še Tiphys Batavus, kjer je opisal loksodromo, ravno črto na krogli, ki seka vsak poldnevnik pod enakim kotom. Delo o trigonometriji Doctrina triangulorum je izšlo leto po njegovi smrti 1627.

## Priznanja

### Poimenovanja
Po njem se imenuje krater Snell (Snellius) na Luni.